# Poeciloxestia rugosicollis
Poeciloxestia rugosicollis là một loài bọ cánh cứng trong họ Cerambycidae.